# Giuseppe La Rosa (politico)
Giuseppe La Rosa (Ragusa, 19 novembre 1917 – Modica, 21 maggio 2011) è stato un politico italiano.

## Biografia
Insegnante di storia e filosofia e membro dell'Accademia tiberina. 
Impegnato in politica con la Democrazia Cristiana, fu segretario cittadino del partito a Ragusa; venne eletto al Senato della Repubblica nel 1968 per la V legislatura e venne confermato nel 1972 anche per la VI legislatura, rimanendo in carica fino al 1976. In quegli anni fu anche membro dell’Assemblea parlamentare del Consiglio d'Europa.
Morì all'età di 93 anni nel maggio 2011.